# Clube Atlético Taquaritinga
El Clube Atlético Taquaritinga, és un club de futbol brasiler de la ciutat de Taquaritinga, a l'estat de São Paulo. Els seus colors són vermell, negre i verd.

## Història
El club fou fundat en 1942 per immigrants italians de la ciutat amb als colors vermell, blanc i verd en honor de bandera d'Itàlia, més aviat fou obligat a canviar els colors de l'equip a causa que el Brasil declarava la guerra contra els països de l'eix, canviant el color del blanc al negre. En els anys 50, el club disputeix per primera vegada un campionat professional, la série A3, tercera categoria del futbol paulista. Seu primer títol fou en 1964, guanyant la série A3. El club fou campió de la série A2 en 1982 i per primera vegada competeix al campionat paulista, on va guanyar del Corinthians per 2-0. Actualment disputeix el Campionat paulista de la segona divisió, quarta categoria del futbol paulista.
El Taquaritinga juga a l'Estadi Adail Nunes, conegut com a Taquarão, fundat el 1983, amb a capacitat per a 16.000 persones.

## Palmarès
- 2 Campionat paulista série A2: 1982 i 1992
- 2 Campionat paulista série A3: 1964
- 1 Campionat paulista ségona divisió: 1997